# Giuseppe Torres
Pour les articles homonymes, voir Torres.
Giuseppe Torres (né le 4 novembre 1872 à Venise et décédé le 20 décembre 1935) est un architecte italien adepte du Stile Liberty.

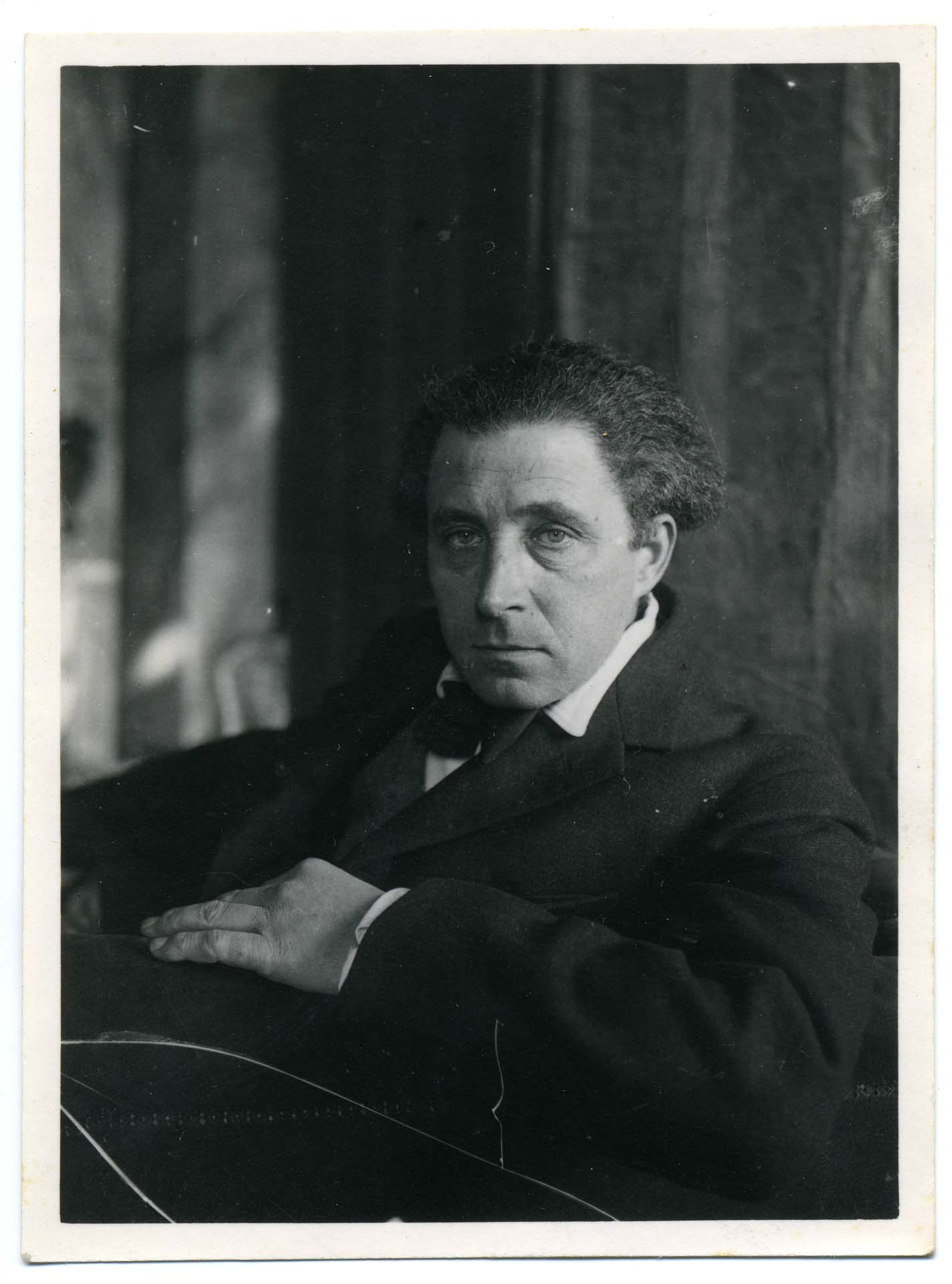
Giuseppe Torres

## Biographie

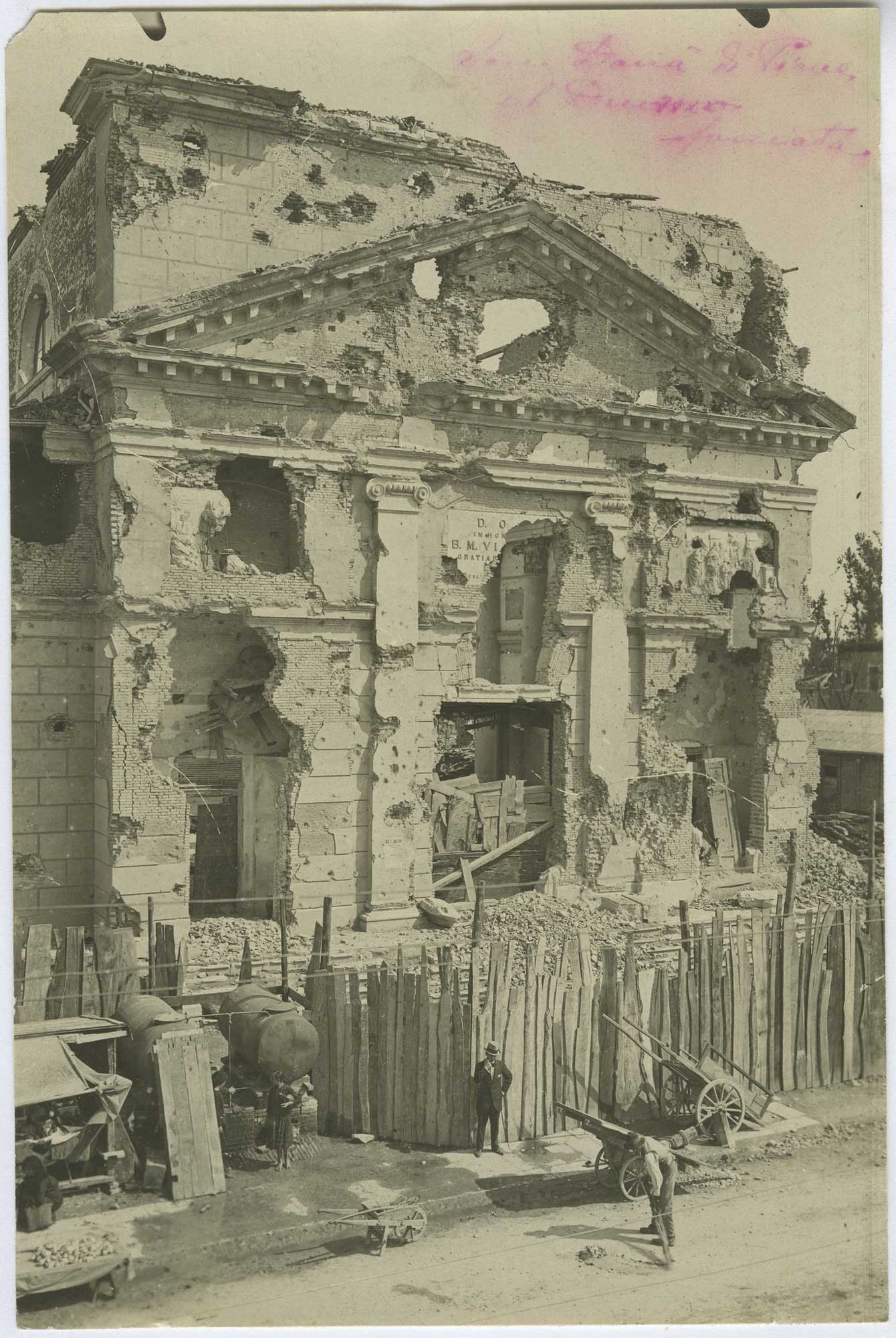
Façade du Duomo de San Donà di Piave après-guerre

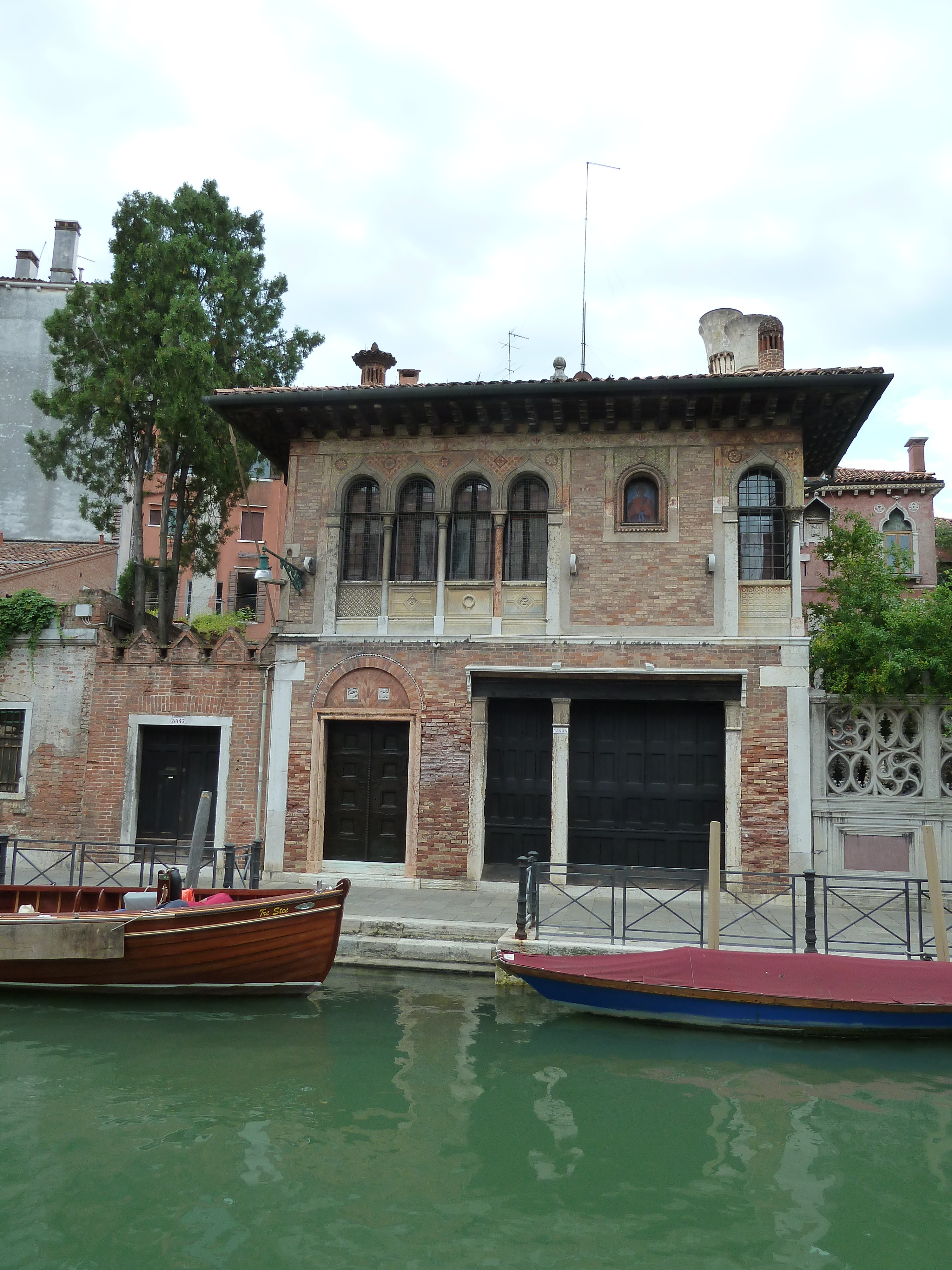
Maison de Torres au Rio del Gaffaro

Né à Venise le 4 novembre 1872, Giuseppe Torres étudie à l'Académie Royale des Beaux-Arts, où il est diplômé en 1893. Après un apprentissage à Rijeka, il commence son activité à Venise. Dans les premières années son intérêt va principalement à l'étude de la ville médiévale et prend forme dans le projet de restauration du cloître de l'abbaye de Follina et de l'église Sesto al Reghena.
Le fruit le plus connu de sa phase de revivaliste est la maison que Torres construit en 1905 sur le Rio del Gaffaro, en style byzantin. Une relation fructueuse avec Gaetano Marzotto et Gerolamo Dalle Ore mène à un grand nombre de postes professionnels tant en Valdagno que dans les différents domaines de la famille Marzotto.
En 1908, le magazine italien L'Architettura Italiana dédie à Torres entièrement son numéro de septembre, présentant différentes œuvres.
Le tremblement de terre de Messine (28 décembre 1908) est suivi par ses études et projets de bâtiments antisismiques circulaires et la participation avec son frère et collègue Duilio à des concours pour la reconstruction de la ville.
Les nouvelles zones d'expansion de la ville, Sant'Elena (Venise) et le Lido (Venise) rendront Torres très actif: avec Faust Finzi et Giulio Alessandri, présents au conseil municipal il élabore un projet pour l'urbanisation de Sant'Elena (Venise) (1910) et dans la même année, il participe à la compétition pour la cité jardin de Quattro Fontane au Lido. Il réalise également la villa Predelli (Lido de Venise) en 1913. En 1914, il remporte le concours organisé par Compagnia Italiana Grandi Alberghi (CIGA) pour la construction d'un complexe de cent villas sur ses terrains sur le front de mer entre les deux hôtels grands Excelsior et Des Bains, un projet jamais réalisé.
Au cours des dernières années, son néo-médiévalisme est désormais éclipsé par l'attention de plus en plus marqué par le style décoratif de l'art nouveau. Les activités de Torres dans la conception d'objets, mobilier civil et sacré, de bijoux et de décorations prennent de l'ampleur.
Après la Seconde Guerre mondiale, il montre un intérêt prédominant dans l'architecture de l'église: depuis sa fondation en 1920, Torres fait partie de l'Œuvre pour la reconstruction des églises endommagées et détruites par la guerre. Il obtient des missions pour décorer l'église du Rosaire à Bagnara Calabra, pour la reconstruction de l'église S.M. della Pace de Sigliano et la restauration de celle de Baldignano (Arezzo), pour la façade votive du sanctuaire de la Navicella à Chioggia (non réalisé), pour la reconstruction et l'agrandissement de l'église de San Donà di Piave.
En 1920, Torres accepte également la charge de correspondant du nouveau Magazine de l'Architecture et des Arts décoratifs, dirigé par Gustavo Giovannoni. De 1926 à 1933, il est titulaire de la chaire d' Architecture Sacrée et de la restauration des monuments à l'École d'architecture de Venise.
Dans la dernière partie de sa carrière, il se consacre principalement à la conception du temple votif au Lido, entrepris en 1918 et laissé inachevé à sa mort, ainsi que la participation à des concours d'architecture nationaux majeurs, tels pour la gare de Florence ou pour le palais du Littoral dans la via dell'Impero à Rome.

## Œuvres principales

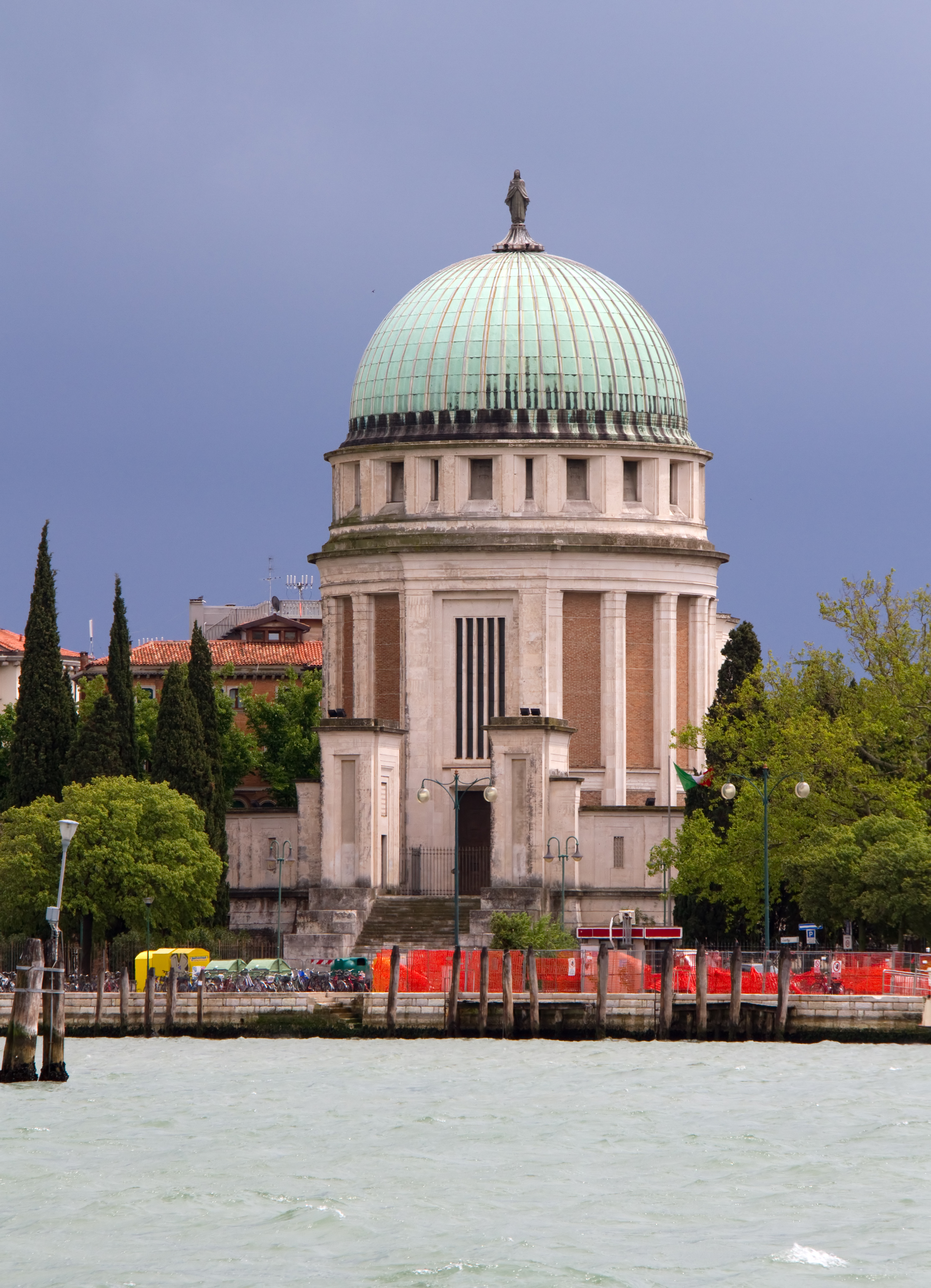
le temple Votif au Lido
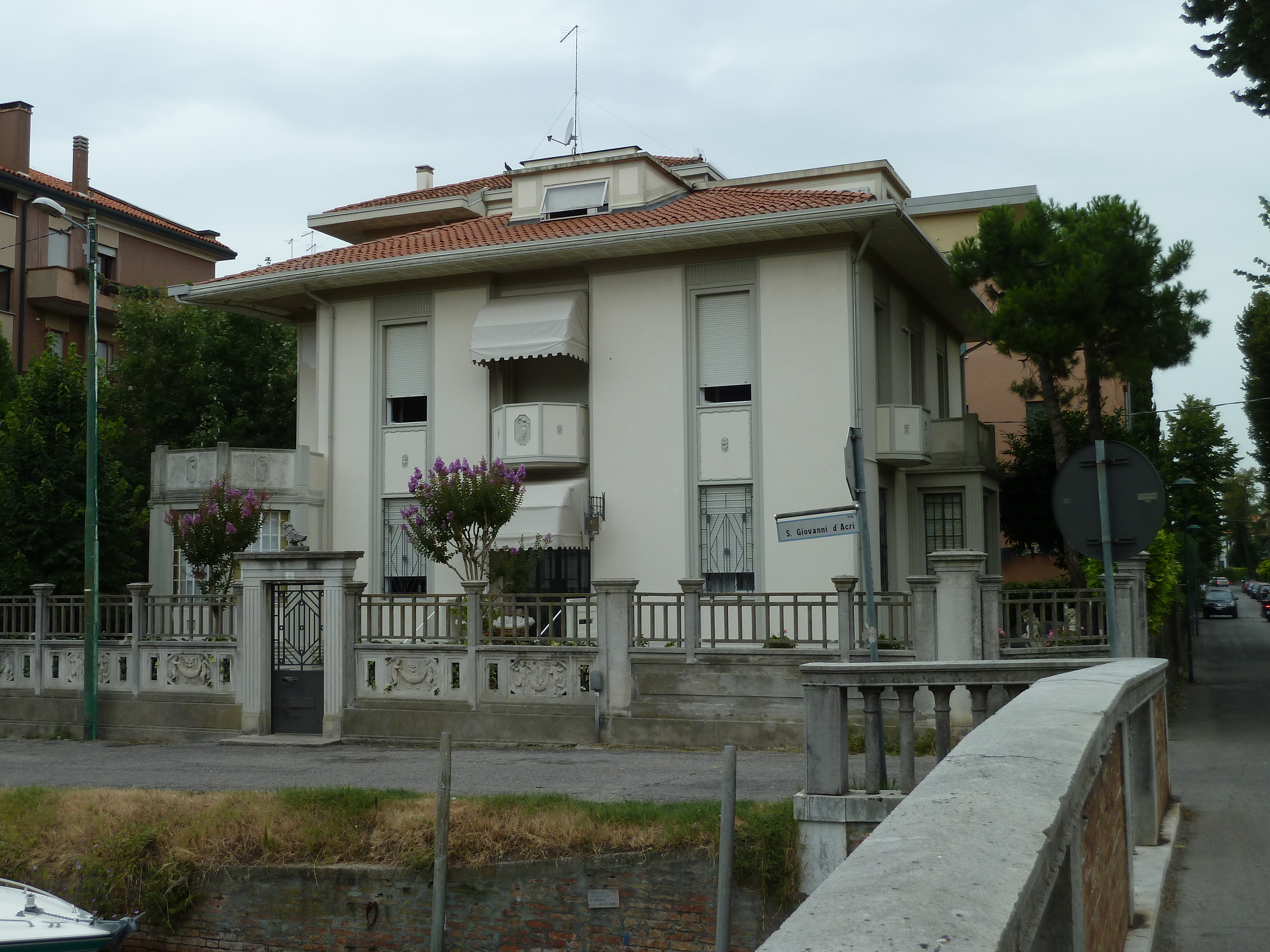
la villa Predelli au Lido